# Parathyma neftina
Parathyma neftina är en fjärilsart som beskrevs av Hans Fruhstorfer 1906. Parathyma neftina ingår i släktet Parathyma och familjen praktfjärilar. Inga underarter finns listade i Catalogue of Life.